# Roger Torrent
Pour les articles homonymes, voir Torrent.
Roger Torrent i Ramió, né le 19 juillet 1979 à Sarrià de Ter, est un homme politique espagnol, membre du parti indépendantiste catalan Gauche républicaine de Catalogne (ERC).
Il préside le Parlement de Catalogne entre le 17 janvier 2018 et le 12 mars 2021.

## Biographie

### Vie privée
Marié, il est père de deux enfants.

### Études et profession
Roger Torrent est licencié en sciences politiques et administratives de l’université autonome de Barcelone et détenteur d’un master en Études territoriales et urbanistiques de l’université polytechnique de Catalogne et de l’université Pompeu Fabra. Titulaire de diplômes complémentaires en droit urbanistique, en communication politique et en administrations locales, il a travaillé comme technicien dans l'administration locale catalane ; notamment comme agent administratif à la mairie de sa ville natale.

### Maire de Sarrià de Ter
Adhérant d'abord aux Jeunesses de la Gauche républicaine (Joventuts d'Esquerra Republicana) puis à la Gauche républicaine de Catalogne (ERC) en 2000, il est élu conseiller municipal de la commune géronaise de Sarrià de Ter lors des élections municipales de juin 1999. Après deux législatures passées dans l'opposition, il remporte les élections de 2007 avec 36,30 % des voix et quatre des onze mandats de conseillers municipaux. En juin suivant, il est désigné maire de sa ville grâce à un pacte conclu entre l’ERC et la CiU arrivée troisième,. À la suite d’abord des élections municipales de 2011, puis de celles de 2015, il est reconduit par deux fois dans cette fonction après que son parti a remporté une majorité absolue de neuf conseillers. Entre 2011 et 2012, il siège comme porte-parole d’ERC à la députation provinciale de Gérone. Entre 2000 et 2008, il assume au sein de la fédération de Gérone de son parti le secrétariat à la politique parlementaire régionale. Il est, en outre, membre entre 2007 et 2011 de l'exécutif de l'Association catalane des municipalités et comarques. 
Parallèlement, il se joint au groupe des porteurs de géants (geganters) de Sarrià de Ter et fait partie de l'Association des habitants de Sarrià de Baix (Associació de veïns de Sarrià de Baix).

### Député au Parlement régional
Déjà investi en seizième position non-éligible à l'occasion des élections au Parlement de Catalogne de novembre 2010, il est choisi par la nouvelle direction menée par Oriol Junqueras pour conduire la liste du parti dans la circonscription de Gérone lors des élections catalanes de novembre 2012,. En obtenant 61 358 voix et 17,78 % des suffrages exprimés, sa liste se classe en deuxième position derrière celle de la CiU et remporte trois des dix-sept mandats en jeu,.
Valeur montante parmi la nouvelle garde d'ERC, il concourt en cinquième position sur la liste de coalition Junts pel Sí menée par l'écrivain Lluís Llach lors des élections cruciales de septembre 2015 et sur laquelle figure le maire de Gérone Carles Puigdemont. Élu avec dix autres de ses collègues, il est nommé porte-parole adjoint du groupe parlementaire de coalition pendant toute la durée de la XIe législature du Parlement régional,.

### Président du Parlement de Catalogne

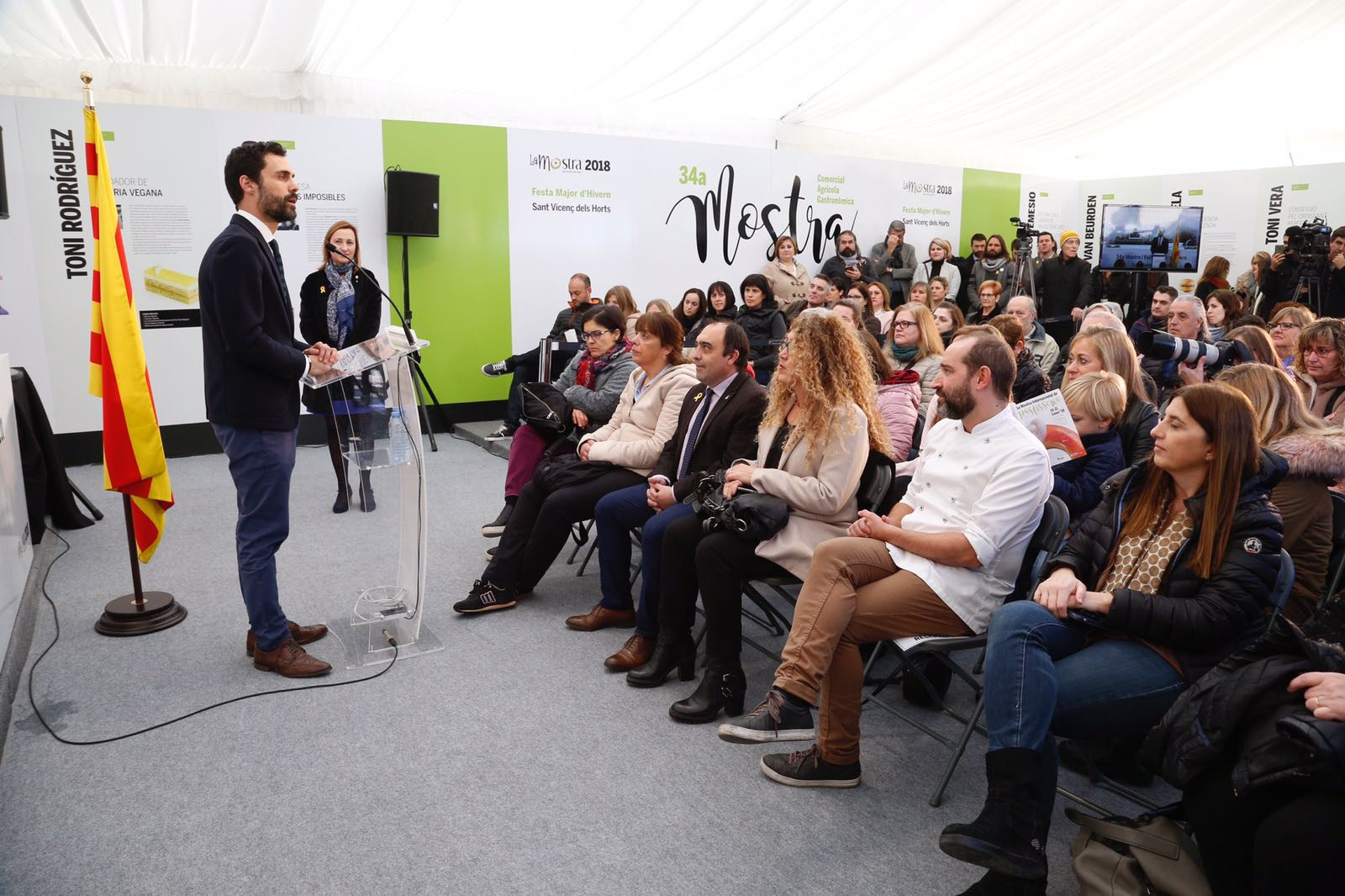
Roger Torrent, en janvier 2018.

Réélu sur la liste de l'ancienne conseillère au Travail et aux Affaires sociales Dolors Bassa lors des élections de 2017 convoquées par Mariano Rajoy dans le cadre de l'article 155 de la Constitution, son nom est d'abord pressenti pour devenir le porte-parole parlementaire d'ERC mais est finalement proposé pour occuper la présidence du Parlement de Catalogne dans le cadre d'un accord avec les députés de Junts pel Catalunya et à la suite du refus d'Ernest Maragall d'occuper le poste. Il est élu le 17 janvier 2018 lors de la séance constitutive de la nouvelle assemblée et bénéficie du soutien de 65 députés face aux 57 voix obtenues par José María Espejo de Ciudadanos. Il devient alors, à trente-huit ans, le plus jeune président du Parlement de Catalogne et dépasse Ernest Benach qui avait quarante-trois ans au moment de son élection en 2003. Dans son discours d'installation, il déclare que son « premier objectif sera de mettre l'institution au service des citoyens et non pas des forces du 155 et de matérialiser le mandat démocratique issu des urnes ».
Après avoir consulté les représentants des différents groupes politiques du Parlement, il propose la candidature de Carles Puigdemont à la présidence de la Généralité de Catalogne le 22 janvier suivant. Sa décision est suivie d'un recours interposé le 27 janvier par le gouvernement central devant le Tribunal constitutionnel.
Le 1er mars 2018, Puigdemont renonce à briguer la présidence de la Généralité et propose la candidature de Jordi Sànchez, leader indépendantiste et président de l'ANC, malgré son incarcération. Cette candidature est officialisée le 5 mars par Roger Torrent, pour un débat d'investiture fixé au 12 mars, mais devant l'opposition du Tribunal constitutionnel et du Tribunal suprême d'accéder à une demande de libération de Sànchez,  et la demande d'annulation de la séance d'investiture déposée par le groupe Ciudadanos au Parlement de Catalogne, il ajourne la séance.
Son téléphone a été ciblé, en 2019, par le logiciel espion israélien Pegasus. D’autres militants indépendantistes ont été ciblés de la même manière.